# Jiang Yilun
Jiang Yilun (chinesisch 姜懿倫 / 姜懿伦, Pinyin Jiāng Yìlún; * 2. Dezember 1993 in Harbin) ist eine chinesische Curlerin. 

## Karriere
Jiang begann mit 13 Jahren mit dem Curling. Ihre internationale Karriere startete sie bei der Junioren-Pazifikmeisterschaft 2010, wo sie als Ersatzspielerin des chinesischen Teams um Liu Jinli die Goldmedaille gewann. Bei der Juniorenweltmeisterschaft 2010, für die sich das chinesische Team durch diesen Sieg qualifiziert hatte, spielte sie als Lead im von Liu Sijia geführten Team und kam auf den siebten Platz. Im darauffolgenden Jahr spielte sie bei der Junioren-Pazifik-Asienmeisterschaft als Third. Bei der Junioren-Pazifik-Asienmeisterschaft 2012 leitete sie erstmals als Skip die chinesische Juniorinnenmannschaft und gewann die Bronzemedaille. Es folgten, wieder als Skip, zwei Silbermedaillen (2014 und 2015).
Bei den Erwachsenen spielte sie erstmals bei der Pazifik-Asienmeisterschaft 2013 als Ersatzspielerin im Team von Wang Bingyu; die Mannschaft gewann die Silbermedaille. Auf dieser Position war sie auch bei den Olympischen Winterspielen 2014 dabei. Bei der Weltmeisterschaft 2014 spielte sie als Third und kam, wie bei den Olympischen Spielen, auf den siebten Platz. 2015 spielte sie erneut als Third bei der Weltmeisterschaft und belegte mit der chinesischen Mannschaft um Liu Sijia den fünften Platz. 
2017 führte sie bei der Pazifik-Asienmeisterschaft das chinesische Team als Skip und gewann die Bronzemedaille; im Spiel um Platz 3 schlugen die Chinesinnen Hongkong. Bei der Weltmeisterschaft 2018 kam sie mit ihrem Team auf den siebten Platz. Bei der Pazifik-Asienmeisterschaft 2018 spielte sie als Fourth unter Liu Sijia und gewann die Bronzemedaille.